# تلمبه مرتضی خان
تلمبه مرتضی خان یک منطقهٔ مسکونی در ایران است که در دهستان جره (کازرون) واقع شده‌است. تلمبه مرتضی خان ۴۷ نفر جمعیت دارد.